# Arondismentul Vierzon
Arondismentul Vierzon (în franceză Arrondissement de Vierzon) este un arondisment din departamentul Cher, regiunea Centre-Val de Loire, Franța.

## Subdiviziuni

### Cantoane
- Cantonul Argent-sur-Sauldre
- Cantonul Aubigny-sur-Nère
- Cantonul La Chapelle-d'Angillon
- Cantonul Graçay
- Cantonul Lury-sur-Arnon
- Cantonul Mehun-sur-Yèvre
- Cantonul Vierzon-1
- Cantonul Vierzon-2

### Comune
| 1. Allouis (18005)                | 2. Argent-sur-Sauldre (18011)         | 3. Aubigny-sur-Nère (18015)        | 4. Berry-Bouy (18028)           |
| 5. Blancafort (18030)             | 6. Brinay (18036)                     | 7. Brinon-sur-Sauldre (18037)      | 8. Cerbois (18044)              |
| 9. La Chapelle-d'Angillon (18047) | 10. Chéry (18064)                     | 11. Clémont (18067)                | 12. Dampierre-en-Graçay (18085) |
| 13. Ennordres (18088)             | 14. Foëcy (18096)                     | 15. Genouilly (18100)              | 16. Graçay (18103)              |
| 17. Ivoy-le-Pré (18115)           | 18. Lazenay (18124)                   | 19. Limeux (18128)                 | 20. Lury-sur-Arnon (18134)      |
| 21. Massay (18140)                | 22. Mehun-sur-Yèvre (18141)           | 23. Ménétréol-sur-Sauldre (18147)  | 24. Méreau (18148)              |
| 25. Méry-sur-Cher (18150)         | 26. Méry-ès-Bois (18149)              | 27. Nançay (18159)                 | 28. Neuvy-sur-Barangeon (18165) |
| 29. Nohant-en-Graçay (18167)      | 30. Oizon (18170)                     | 31. Presly (18185)                 | 32. Preuilly (18186)            |
| 33. Quincy (18190)                | 34. Saint-Georges-sur-la-Prée (18210) | 35. Saint-Hilaire-de-Court (18214) | 36. Saint-Laurent (18219)       |
| 37. Saint-Outrille (18228)        | 38. Sainte-Montaine (18227)           | 39. Sainte-Thorette (18237)        | 40. Thénioux (18263)            |
| 41. Vierzon (18279)               | 42. Vignoux-sur-Barangeon (18281)     | 43. Vouzeron (18290)               |                                 |